# Femmes riant
Femmes riant (en espagnol : Dos Mujeres y un hombre) est une peinture de l'artiste espagnol Francisco de Goya. Cette œuvre issue des « peintures noires » a été réalisée directement entre 1820 et 1823 sur les murs de la maison de l'artiste et est maintenant conservée au Musée du Prado de Madrid.

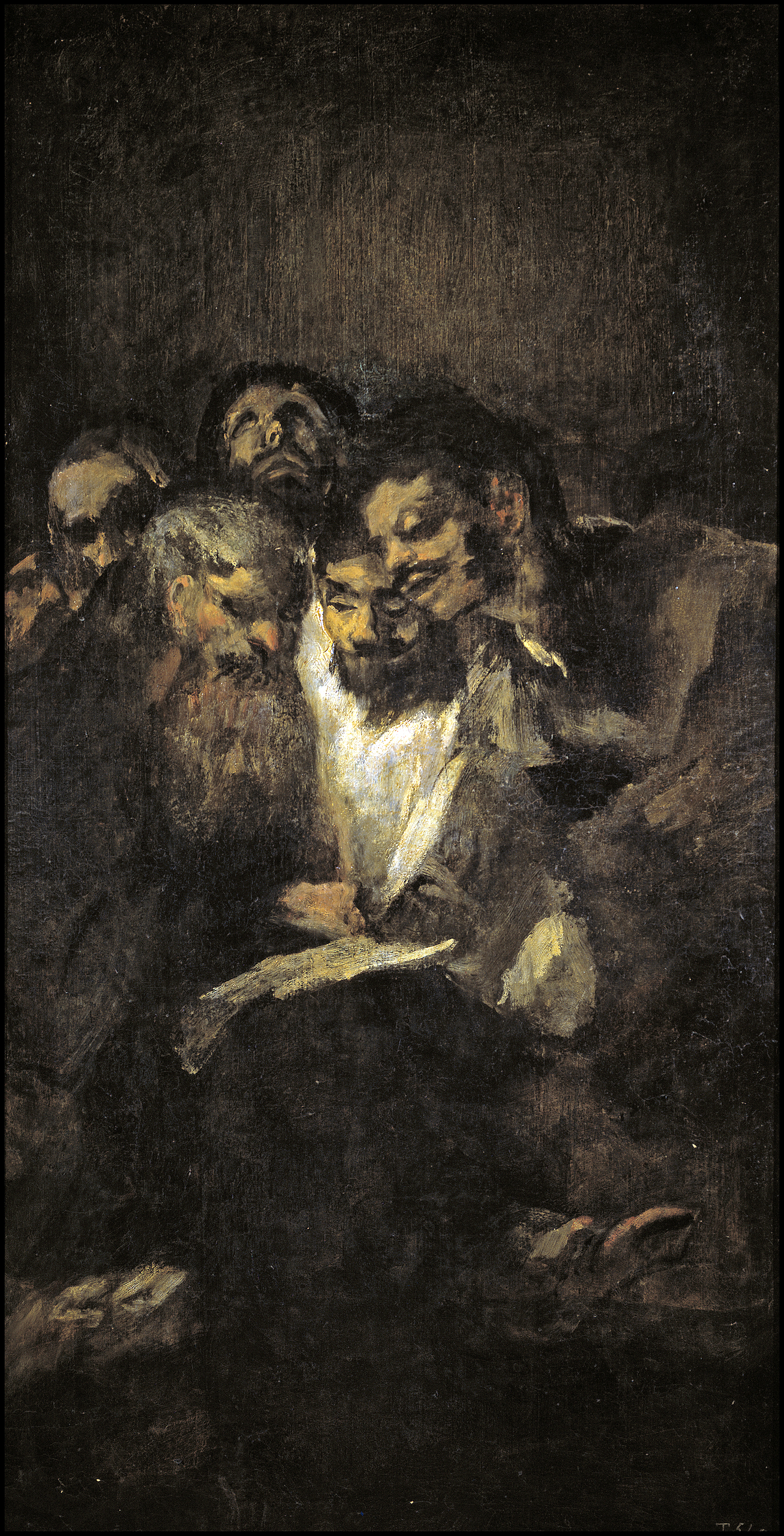
Hommes lisant est parfois vu comme un pendant masculin à Femmes riant.